# Vetenskapsrådet

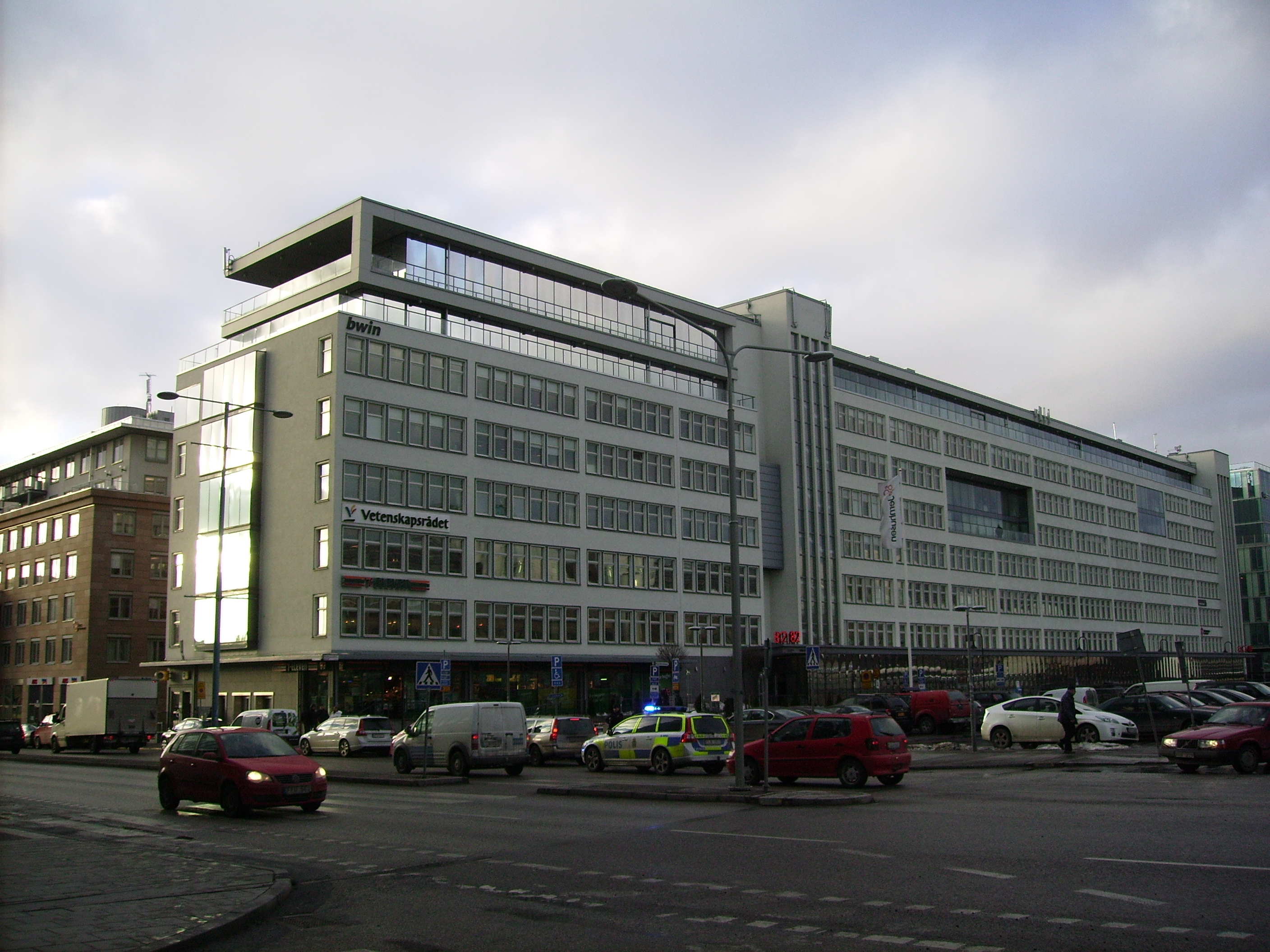
Sitz des Vetenskapsrådet in Stockholm

Vetenskapsrådet (deutsch: Wissenschaftsrat) ist eine Verwaltungsbehörde Schwedens. Er ist dem Ministerium für Bildung und Forschung (Utbildningsdepartementet) untergeordnet.
Seit den 1940er Jahren verfügte Schweden über vier Wissenschaftsbeiräte für Medizin, Ingenieurwesen, Naturwissenschaften sowie Gesellschaftswissenschaften und Humanities. Das Gesetz zur Zusammenlegung zum Vetenskapsrådet trat am 1. Januar 2001 in Kraft. Das Forschungsbudget beträgt 2019 etwa 6,7 Milliarden Schwedische Kronen. Die Aufgaben sind die Förderung von Forschung und Forschungsinfrastruktur, Wissenschaftskommunikation sowie die Analyse und Evaluierung der schwedischen Wissenschaftspolitik.
2023 stoppte die schwedische Regierung alle Mittel zur Entwicklungs-Forschung (Armutsbekämpfung, Nachhaltigkeit).